# 终末之诗
终末之诗是电子游戏《我的世界》完结时出现的文章，由朱利安·高夫创作，是游戏内唯一的剧情文本。《我的世界》发布前并没有结局，但作者马库斯·佩尔松（Notch）在游戏发布前一个月应Twitter关注者的建议，邀请高夫写故事结局。全文记叙两个不明实体圍繞玩家行為的讨论，长约1500单词，于Beta 1.9版加入游戏。该作品的体裁原为短篇故事，現一般被視為诗歌。
《终末之诗》分为绿色和青色文字，在屏幕中缓慢滚动，持续约九分钟，而部分文字呈现为乱码。评论家对本作的评价偏向正面，且通常强调其不同寻常。部分评论家也着重讨论本作中电子游戏与生命、梦的比较。本作在《我的世界》玩家社群中广受好评，而有些玩家还节选句子用于纹身。
2022年，高夫写到，自己在《终末之诗》加入游戏前未能与Mojang AB达成协议，再在微软收购Mojang前夕拒签合同，因此从未将诗歌的著作权转让给Mojang。他认为微软持续使用本作，已经侵犯著作权，但不打算为此起诉微软。高夫两次服用致幻剂赛洛西宾后，受诗歌中“你就是爱”的表述和粉丝的赞赏启发，而将《终末之诗》释出到公有领域。微软仍未就高夫对诗歌的主张发表评论。

## 创作过程和在《我的世界》中的使用
|        | Markus Persson | Twitter的logo，一个风格化的小蓝鸟 |
| @notch |                | Twitter的logo，一个风格化的小蓝鸟 |

Are YOU a talented writer (famous is a plus ;D) who wants to write a silly over-the-top out-of-nowhere text for when you win Minecraft?
你有天赋（有名气更好 ;D）写一篇赢《我的世界》后就出现的傻气且夸张得很的文章吗？
2011年10月16日
2011年10月，《我的世界》作者马库斯·佩尔松（Notch）准备发布游戏完成版，公司Mojang也准备召开发布会，但游戏此时仍未有结局。佩尔松在Twitter发布推文，请人写一份“通关《我的世界》后就出现的傻气且夸张得很的文章”。经过关注者推荐，佩尔松读到爱尔兰作家朱利安·高夫的短篇故事《The iHole》后便信服。:139
高夫回忆道，佩尔松觉得末影龙死亡后应该触发故事，但佩尔松“不擅长文学，而且对故事完全没有想法”，因此任由高夫创作。高夫在Game Jam中试玩了《我的世界》的Alpha版，但不以为意，而且在佩尔松联络他前并不知道游戏受人欢迎。高夫再一次玩了游戏，然后开始创作文章。高夫将文章交给佩尔松时想过缩短篇幅，但佩尔松喜欢它与他的人生哲理的关系，想将其完整加入游戏。《我的世界》在Beta 1.9版本加入这篇文章、片尾字幕的其余部分和末地的完整内容。
高夫和佩尔松最初将这篇无标题的文章称为短篇故事，:140但社群后来认为它属于诗歌。:1402014年，文章获社群称为“End Poem”，而高夫后来也采用这个称呼。其他来源则称之为“End text”（终末文章）或不使用名称。
玩家击败末影龙，再跳进传送门后，游戏会出现这首诗，同时播放C418《Minecraft – Volume Beta》专辑中的Alpha。文章内容为两方的对白，开首为“我看到你指的那位玩家了”（青色字）和玩家名称（绿色字）。游戏从未表明双方的身份，但The Escapist的凯文·蒂伦豪斯认为其“近似神明”。文章全长约1500单词，而部分文字故意显示为乱码。诗歌高潮为十二行开首为“宇宙说”的字，:141结尾为：

[绿] and the universe said I love you because you are love. 
宇宙说，我爱你，因为你就是爱。
[青] And the game was over and the player woke up from the dream. And the player began a new dream. And the player dreamed again, dreamed better. And the player was the universe. And the player was love.
游戏结束，玩家醒悟。玩家开始了新的梦。玩家做了另一场梦，一场更好的梦。玩家成为了宇宙，化身为爱。
[青] You are the player.
你就是那位玩家。
[绿] Wake up.
醒来吧。
诗歌在屏幕上缓慢滚动，持续九分钟。它是游戏中唯一的剧情文本，也是向玩家显示的唯一一篇长篇内容。:10截至2022年12月，《我的世界》所用的诗歌与高夫的原版相比没有重大差异。

## 评价
游戏加入《终末之诗》不久后，The Mary Sue的埃里克·莱默（Eric Limer）对其批评甚多，例如称之为“仅仅一堆滚动起来缓慢得要命的文字”，“读起来像一个典型的JRPG结局，其作者像一个刚接触到后现代文学的高中生。”评论家后来的评价则倾向于正面。The Escapist的凯文·蒂伦豪斯（Kevin Thielenhaus）说诗歌“神秘又稍微奇怪，不像是大部分玩家想象中的《我的世界》结局”。《大西洋》的詹姆斯·帕克（James Parker）将其称为“傻气又美丽的形而上学文章”。《PC Gamer》的泰德·利奇菲尔德（Ted Litchfield）认为它“温馨又带有人文主义元素”，将其与2015年电子游戏《Undertale》和2017年多媒体故事《17776》比对。文集《Revisiting Imaginary Worlds》作者洛丽·兰迪（Lori Landay）觉得文章“奇怪”，而“唯一一个类似的东西只有《太空堡垒卡拉狄加》的结局”。:140高夫本人也将作品称为“怪文章”。
《gamevironments》的贾森·安东尼（Jason Anthony）和《Acta Ludologica》的马修·霍里根（Matthew Horrigan）都重点讨论《终末之诗》中电子游戏与梦的比较。:10–12:17安东尼也提到《我的世界》玩家创造和毁灭世界的神学涵义，并探讨诗歌与这类含义的联系。:10–12漫画书资源网的雅各布·克雷斯韦尔（Jacob Creswell）分析诗歌对梦的讨论，也解析了“生命的长梦”和“游戏的短梦”这些表述。克雷斯韦尔指出，这首长篇诗在这款极简主义的游戏中风格差异甚大，但最后写到“诗歌觉得玩家在浩瀚的宇宙中不只是沧海一粟”，而“玩家与自己的现实生活一样，会花时间照顾、建造游戏所创建的世界”，因此觉得诗歌和游戏很相配。同样，《麻省理工科技評論》的西蒙·帕金（Simon Parkin）注意到大多数玩家永远不会在游戏中看到这首诗，但发现诗歌与游戏都涉及到“以梦创造”的观念，并认为这一观点揭示游戏“对传授哲理的热爱”。:79–82

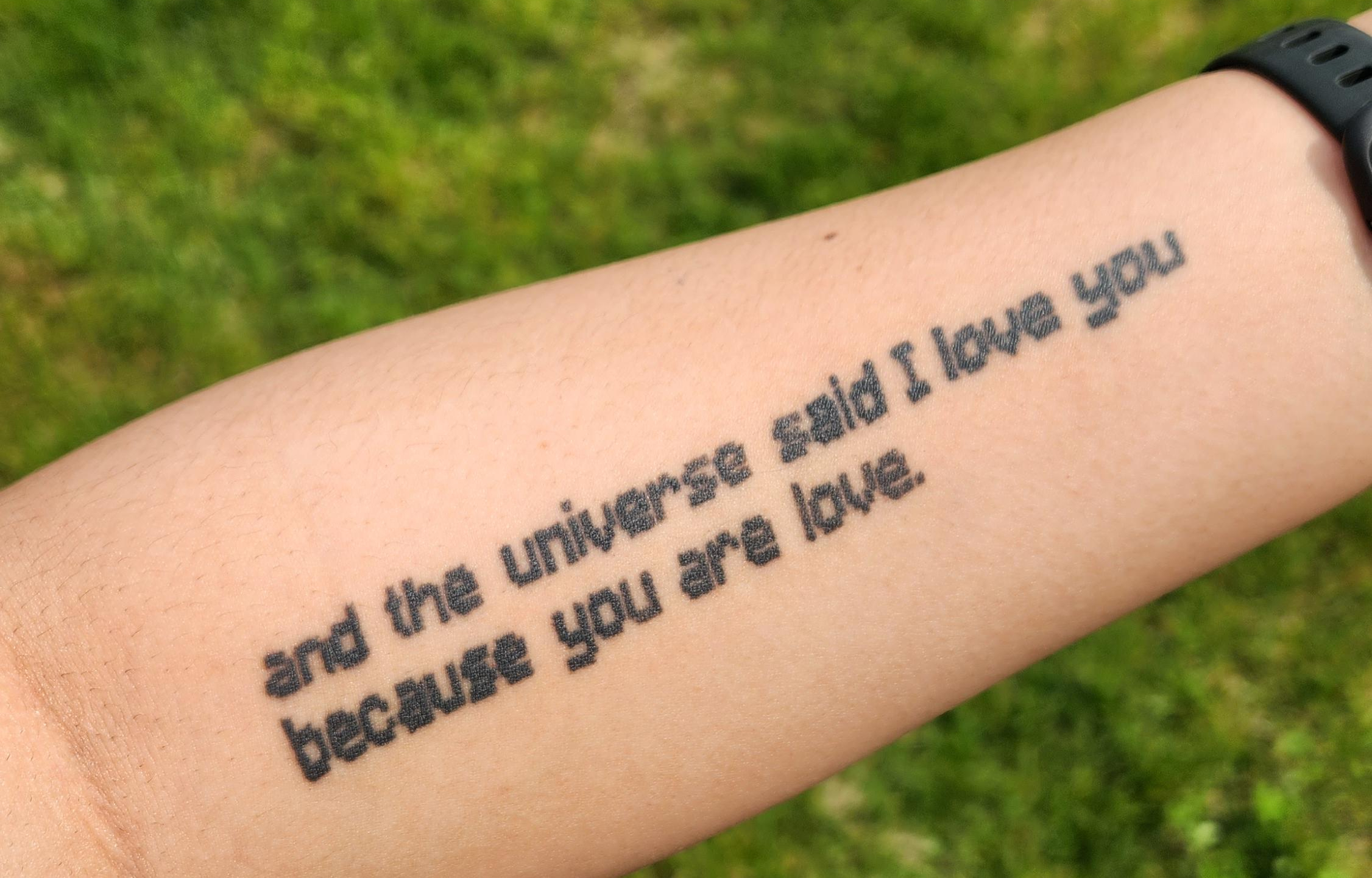
《终末之诗》一句的纹身，字体与《我的世界》类似。高夫讨论诗歌的影响时使用了同一个纹身的另一张照片。

兰迪认同帕金的观点，将诗歌视为到达末地的奖励，认为它能反映她对梦和电子游戏的想法。虽然佩尔松和高夫最初将文章称为故事，但她却从韵律角度解释为什么文章常称为诗歌，指出其结尾的“宇宙说”一段与同样具有重复字句的祷文和冥想文类似。:140–141兰迪写到，有的人觉得最后的“醒吧”是在呼吁他们线下活动，有的人则认为它与《我的世界》的都市传说Herobrine有关。虽然高夫不知道Herobrine传说，但有些玩家将这个角色和游戏结合成一个“神话和源流”的体系。兰迪认为这种解释是诗歌的宏大敘事的“另一个主线”，是高夫对玩家从游戏过渡到现实生活的看法的一部分。:141–142她引用汤姆·查特菲尔德的话语：“有些玩家全身沉浸在游戏中，最后分不清游戏和世界，形成一种我喜欢的奇怪感觉……有的时候你卡在两个世界之间，却在那一刹那不清楚哪个更为真实，所以我想讨论那种感受。”
《愛爾蘭獨立報》称《终末之诗》受《我的世界》社群尊敬，而愛爾蘭廣播電視指出很多游戏粉丝都会引用这首诗。有些粉丝会把部分字句纹身，尤其是“宇宙说”部分的几句，而高夫觉得此举“令人极为动容”。

## 所有权和著作权
2022年12月，高夫在Substack博客《The Egg and the Rock》写到，自己从未就《终末之诗》签署佩尔松Mojang AB的合同，但曾允许Mojang将文章用于游戏现存的Windows和OS X版本。高夫说自己与Mojang董事总经理卡尔·曼内赫（Carl Manneh）讨论过签署正式协议的事情，但他们的交谈方式不像正式洽谈，而自己也认为这种态度不正确。他说谈判未能成功，因为他误解背景，应该交由经纪人处理。高夫说自己获得€20,000（相当于2023年的€25,749），然后Mojang不送出合同就将《终末之诗》加入游戏。他说游戏发布一个月后，Mojang终于送出合同让他将诗歌的使用权转让给Mojang，但由于Mojang在送出合同前就已经使用诗歌，加之他对谈判结果不满，他便拒签合同。
根据高夫所述，2014年8月，Mojang在“处理杂务”时向他提出转让《终末之诗》使用权的事宜，而他细阅合同时，发现合同所提出的全盘转让“比他想象中还糟糕”。高夫事后通过泄露的新闻知道Mojang正在被微软收购，再继续与Mojang作电邮交流。高夫不清楚这次商议的法律后果，但写到自己不愿意与微软产生法律纠纷。他拒绝转让诗歌的使用权，但微软依然收购Mojang，并继续使用诗歌。高夫指出，佩尔松和曼内赫付的是他的薪水和写作报酬，不是全盘转让的交易额，所以微软需要与他的经纪人洽谈才能使用这首诗，但并没有。高夫认为，微软持续使用诗歌，违反了公司提倡的。自由软件评论家格林·穆迪（Glyn Moody）也觉得微软有可能侵犯高夫的著作权。
高夫说自己最初不想将“宇宙说，我爱你因为你就是爱”写进诗歌，因为他当时不认同这句话，但他在荷兰阿珀尔多伦附近两次服用赛洛西宾后，对这件事改观。他记得自己说“宇宙不要理会他的欲望，只要给宇宙觉得他所需要的东西即可”，并从中获得有关诗歌转让事宜和大众的建议。他说道，自己一直忽视玩家对诗歌的赞赏，需要“完成循环”，并“接受、贯彻”诗歌的那一行。他出于这些迷幻经历中的觉悟，以CC0许可条款将送给佩尔松的诗歌版本释出到公有领域。
高夫说，微软并未答应某匿名全球新闻机构，就高夫的博客贴发表评论；认为这样做是为了避免史翠珊效应，令该新闻机构不敢证实高夫的说法。Windows Central的耶斯·科登（Jez Corden）认为微软不发表意见，不应该会对这种机构施加压力。The Verge的肖恩·霍利斯特（Sean Hollister）猜测，新闻机构报道此事的最大障碍是证明高夫从未签署合同。高夫也说道，自从自己释出《终末之诗》的著作权后，有微软员工通过PayPal向他捐款，也有因作品被公司操控而“感到糟心”的作家和其他创意人员对他表示认同。